# Райко Діана Валеріївна
Райко Діана Валеріївна (нар. 03 червня 1976) — доктор економічних наук, професор

## Життєпис
Діана Валеріївна Райко народилася у м. Харків. 
Має дві вищі освіти. Закінчила в 1998 році Харківський державний політехнічний університет (Національний технічний університет «Харківський політехнічний інститут») за спеціальністю «Промислова екологія та охорона навколишнього середовища», має кваліфікацію інженера хіміка-еколога. У 1999 році з відзнакою закінчила Харківський державний політехнічний університет (Національний технічний університет «Харківський політехнічний інститут») за спеціальністю «Менеджмент у виробничій сфері (спеціалізація «Менеджмент підприємницької діяльності»)», має кваліфікацію економіста-менеджера. 
У родині має вченого - Райко Валентина Федорівна - кандидат технічних наук, професор ВАК, професор кафедри охорони праці та навколишнього середовища Національного технічного університету «Харківський політехнічний інститут».
Діана Валеріївна Райко є продовжувачем традицій наукової школи НТУ «ХПІ» зі стратегічного управління розвитком маркетингової діяльності промислових підприємств.
Внесла значний внесок у розвиток наукової тематики кафедри економічної кібернетики та маркетингового менеджменту. Є відомим фахівцем в області маркетингу .
Автор більш, ніж 150 наукових робіт.
Пише вірші.

## Наукова діяльність
Райко Д. В. є членом двох спеціалізованих вчених рад за спеціальністю 08.00.04 – економіка та управління підприємствами (за видами економічної діяльності): спеціалізована вчена рада Д 64.050.02 Національного технічного університету «Харківський політехнічний інститут»; спеціалізована вчена рада К 45.052.02 Кременчуцького національного університету ім. Михайла Остроградського.
Проходила наукове стажування в Магдебургському університеті (Німеччині), Віденському університеті (Австрія).
Підвищувала рівень своєї науково-педагогічної кваліфікації при cтажуванні на курсах освітньої компанії ETCN (Нідерланди), яка займається підвищенням кваліфікації викладачів в галузі економіки, отримала диплом Hoge School NOVI University for Professional Education of the Netherlands. Під час перебування в Голландії нею були відвідані тренінги, тематикою яких було висвітлення ефективних підходів і нових технологій викладання маркетингових дисциплін; проводилися дискусії та відбувався обмін досвідом щодо впровадження нових знань в навчальну систему українських вищих закладів. Практичні тренінги поєднувалися з бізнес-візитами та зустрічами з директорами відомих компаній: Unilever, IBM, British American Tabacco, Heineken, ESOMAR - світової асоціації дослідників ринку .
Як постійний член Української Асоціації маркетингу України (м. Київ) проводить значну організаційно-наукову роботу з науковцями Німеччини, Нідерландів, Великобританії, Австрії, Польщі щодо науково-практичних конференцій, тренінгів тощо.
Науковий напрям діяльності доктора економічних наук Райко Д. В. пов’язано з обґрунтуванням й подальшому розвитку теоретичних, методологічних положень і методичного забезпечення формування стратегічного управління розвитком маркетингової діяльності промислових підприємств машинобудування з урахуванням впливу на їх розвиток зовнішнього та внутрішнього середовища, а також взаємозв’язку стратегічного менеджменту і стратегічного маркетингу.
Райко Д. В. входить до складу підкомісії 5 зі спеціальності 075 Маркетинг, відповідно до «Про затвердження персонального складу науково-методичних комісій (підкомісій) сектору вищої освіти науково-методичної ради Міністерства освіти і науки України № 5582 від 25.04.2019».
Райко Д. В. є Гарантом освітньої програми 075 «Маркетинг» третього освітнього рівня вищої освіти (наказ НТУ «ХПІ» № 81 ОД від 12 лютого 2020 р.
У 2006–2012 рр. як науковий керівник Райко Д. В. очолювала дослідження у рамках господарської договірної науково-дослідної роботи «Методологічне і методичне забезпечення стратегічного управління маркетинговою діяльністю машинобудівного комплексу Харківського регіону» (ЗАТ «Серп і Молот», м. Харків, ДР № 0109U005060). Була виконавцем держбюджетних науково-дослідних робіт МОН України: «Розробка математичних моделей та методів вирішення задач управління виробництвом в умовах невизначеності» (ДР № 0106U005166); «Моделювання процесів відтворення соціально-економічного потенціалу промисловості регіону» (ДР № 0110U001254), науково-дослідних бюджетних робіт «Оцінювання конкурентоспроможності інтегрованих структур бізнесу» (план Науково-дослідного центру індустріальних проблем розвитку НАН України, м. Харків, ДР № 0107U006353), господарської договірної науково-дослідної роботи «Розробка методичного забезпечення управління економічним і соціальним розвитком промислових підприємств та наукових організацій» з Державним інститутом по проектуванню підприємств коксохімічної промисловості «ГИПРОКОКС» (план наукових досліджень Харківського національного економічного університету, м. Харків, ДР № 0108U001693). У 2013–2015 рр. д.е.н. Райко Д. В. очолювала виконання двох НДР: «Розробка рекомендацій щодо удосконалення використання теплоти в цеху кальцинації «ПАТ «Кримський содовий завод»: «Розробка рекомендацій щодо удосконалення технологічної схеми виробництва виварочної солі» ПАТ «Кримський содовий завод». Реалізація запропонованих заходів дозволяє очікувати зростання ефективності результатів виробничої діяльності вищезазначеного підприємства в цілому до двох відсотків на рік упродовж періоду впровадження розроблених пропозицій.
У 2019 р. Райко Д. В. - керівник НДР: «Інформаційна система маркетингу на підприємстві ТОВ НВП «Машинобудівник» № 8880 від 23.11.2018 р. (ДР № 0119U002562).
Наразі виконує організаційну роботу в НТУ «ХПІ» на посаді заступника директора науково-навчального інституту економіки, менеджменту, міжнародного бізнесу (ННІ ЕММБ) з наукової роботи (2018 рр. – по теперішній час).
Райко Д. В. є ініціатором підготовки молодих фахівців за участю роботодавців на базі «Центра кар’єри НТУ «ХПІ» в рамках міжнародного проекту TEMPUS та Договором про співробітництво щодо питань працевлаштування, організації практики (стажування) студентів та надання взаємних послуг з Громадською організацією «Харківський комітет довіри і захисту», проведення дослідження щодо «Підвищення якості підготовки студентів НТУ «ХПІ» із застосуванням зворотного зв'язку з випускниками», створення моделі привабливості спеціальностей кафедр НТУ «ХПІ» для роботодавців, розробки методичних рекомендацій з організації і проведення маркетингових досліджень щодо визначення ринкових сегментів, які можуть займати випускники.
Райко Д. В. також виконує обов’язки куратора групи, має спільні публікації та доповіді на конференціях зі студентами на тематику щодо розвитку маркетингової діяльності на промислових підприємствах.
Райко Д. В. бере участь зі студентами в:
- конкурсах Української асоціації маркетингу, Української асоціації директ-маркетингу; міжнародних маркетингових фестивалях «Ремаркетинг»; Національних студентських чемпіонатах з управління бізнесом «Business Battle»; Всеукраїнському студентському конкурсу «Мрії збуваються» компанії Nestle; Всеукраїнському студентському науковому конкурсі PR-проектів «Золотий компас», Всеукраїнському конкурсі наукових студентських робіт «Молодь опановує маркетинг ім. І. Ткаченка»; студентських фестивалях реклами (м. Київ, м. Чернівці).
- волонтерських заходах за підтримки Центра Кар’єри НТУ «ХПІ», Харківського профсоюзу студентів, ТОВ «Української чайної фабрики «Ахмад Ті», Міжнародного автомобільного холдингу «Атлант-М», КредитПромБанку, міжнародної студентської організації AIESEC, спеціалізованого журналу Marketing Media Review, студентського журналу College і порталу по плануванню кар'єри для молоді Job5, компанія МТС ;
- відвідуванні публічних лекцій «Маркетинг у новій економіці» Київсько-Могилянської Бізнес-школи, Kyiv School of Economics та майстер-класів на тему «Нові маркетингові технології» для студентів старших курсів факультетів менеджменту і маркетингу ряду провідних вузів країни;
- розробці маркетингових кейсів із застосуванням інструментів латерального маркетингу, які можуть бути втілені в діючі бізнес-моделі на вітчизняному ринку.
- студентській олімпіаді KSE із економіки та фінансів Kyiv School of Economics (KSE), регіональних представництвах AIESEC та GMC Junior. Мета Олімпіади – створити платформу для пошуку талановитих студентів та надати їм можливість проявити себе у наукових змаганнях. (жовтня 2012 р.);
- студентських чемпіонатах щодо вирішення бізнес-кейсів «Case Champ»;
- Всеукраїнському студентському чемпіонаті зі стратегічного менеджменту Global Management Challenge Junior;
- бізнес-грі симуляції щодо управління компанією «Клубу Шанувальників вирішення бізнес-кейсів».

Досягнення:
У 2010 /2011 навчальному році монографія зайняла друге місце як краща монографія НТУ «ХПІ» : 
- Райко Д. В. Стратегічне управління розвитком маркетингової діяльності: методологія та організація : монографія / Д. В. Райко. — Харків : ІНЖЕК, 2008. — 632 с.

У 2012/2013 навчальному році Райко Д. В. за успіхи та досягнення посіла 1 місце в НТУ «ХПІ» у номінації «Викладач професійно-орієнтованих дисциплін».
Керівництво студентами, які зайняли призові місця у Всеукраїнських конкурсах студентських наукових та дипломних робіт (м. Хмельницький, 2017-2021 рр.; м.Тернопіль, 2018 р.).
Робота у складі організаційного комітету II етапу Всеукраїнських конкурсів-захистів науково-дослідницьких робіт учнів — членів Малої академії наук – голова секції «Макроекономіка» (м. Харків) (з 2012 р.).

## Почесні звання
- стипендіат Верховної Ради України 1995-1998 р.;

- стипендіат Кабінету Міністрів України для молодих вчених (2008-2010 рр., рішенням Колегії МОН від 9.10.2008 р., протокол № 10/2 -13 та постанови Комітету з Державних премій України в галузі науки і техніки від 14 10.2008 р., № 3).

## Нагороди, відзнаки
- Почесна грамота МОН України (2021)[3]
- Член Української асоціації маркетингу

## Профілі науковця
- Google Scholar
- Researcher ID
- ORCID
- Scopus
- Інформаційна сторінка науковця на сайті університету